# Al Hawza
Al Hawza ou al Hauza ou al-Hawza Al-Natiqa est un journal irakien, créé après la chute de Saddam Hussein et fermé par l'administration américaine.

## Historique
Al Hawza est publié à partir de 2003, après l'élimination de Saddam Hussein. Ce périodique est considéré comme l'organe de presse de l'ecclésiastique Chiite Moqtada al-Sadr. C'est un hebdomadaire publié chaque jeudi,. Son président était Abbas Al Rubayi.
La publication a été arrêtée le 28 mars 2004 par la police militaire, sur ordre des États-Unis, durant l'administration de Paul Bremer, après avoir été accusé d'encourager les actes de violence contre les troupes de la coalition,,. La fermeture de l'hebdomadaire a provoqué une protestation de centaines d'Irakiens à Bagdad peu après l'interdiction,,.